# Tiga Balata
Tiga Balata is een bestuurslaag in het regentschap Simalungun van de provincie Noord-Sumatra, Indonesië. Tiga Balata telt 3100 inwoners (volkstelling 2010).